# Figueiredo (Braga)
Figueiredo ist eine Gemeinde im Norden Portugals.
Figueiredo gehört zum Kreis Braga im gleichnamigen Distrikt Braga, besitzt eine Fläche von 2,03 km² und hat 1150 Einwohner (Stand 19. April 2021).

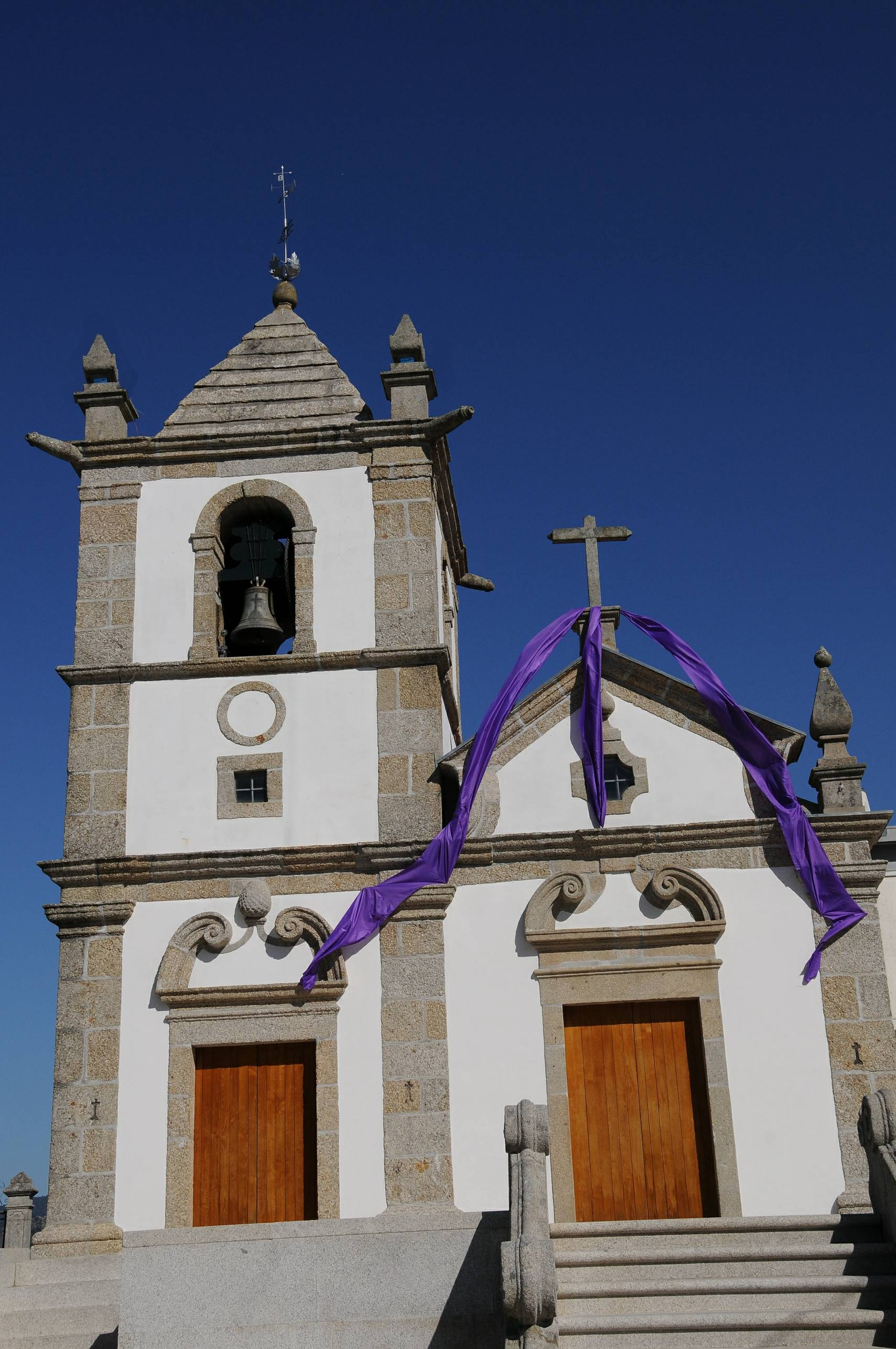
Kirche von Figueiredo